# Мъжки национален отбор по волейбол на Северна Македония
Мъжкият национален отбор на Северна Македония (на македонска литературна норма: Машка одбојкарска репрезентација на Македонија) представя страната на международни турнири, състезания и приятелски мачове. Към началото на 2019 година отборът е на 23-то място в европейската ранглиста  и на 78 в световната . Мъжкият волейболен отбор на Северна Македония няма класирания на световни, европейски или олимпийски игри, както и участия в Световната купа и Световната лига. Класира се за първи път за Европейското първенство през 2019 година.
| Номер | Име                       | Позиция              | Дата на раждание |
| ----- | ------------------------- | -------------------- | ---------------- |
| 1     | Дарко Ангеловски          | Либеро               | 1994             |
| 2     | Георги Георгиев           | Разпределител        | 1992             |
| 3     | Гьоко Йосифов             | Централен блокировач | 1985             |
| 4     | Никола Георгиев (Капитан) | Диагонал             | 1988             |
| 5     | Владо Милев               | Посрещач             | 1987             |
| 6     | Давид Стоянов             | Разпределител        | 2001             |
| 7     | Славе Наков               | Централен блокировач | 1994             |
| 8     | Александър Ляфтов         | Посрещач             | 1990             |
| 9     | Мариян Урдов              | Диагонал             | 1994             |
| 12    | Филип Николовски          | Посрещач             | 1997             |
| 14    | Иван Андонов              | Посрещач             | 1989             |
| 15    | Филип Маджунков           | Централен блокировач | 1996             |
| 17    | Марко Стошик (младши)     | Разпределител        | 1993             |
| 18    | Васе Михайлов             | Посрещач             | 1986             |
| 19    | Стоян Илиев               | Посрещач             | 1999             |
| 20    | Георги Гужелов            | Централен блокировач | 1999             |
| 21    | Тино Шулайковски          | Централен блокировач | 2002             |
| 22    | Миле Стоилков             | Централен блокировач | 1999             |

## Европейски първенства
- 2019 – 17 място
- 2021 – 23 място
- 2023 – 16 място

## Европейска лига
- 2014 –  3 място
- 2015 –  2 място
- 2016 –  2 място
- 2017 –  2 място
- 2018 – 16 място
- 2019 – не участва
- 2021 – 13 място
- 2022 – 14 място
- 2023 – 11 място
- 2024 – 10 място
- 2025 – 9 място